# Little Fisher River
Der Little Fisher River ist ein Fluss im Zentrum des australischen Bundesstaates Tasmanien.

## Geografie
Der etwas mehr als 15 Kilometer lange Little Fisher River entspringt an den Nordosthängen des Mersey Crag, eines Berges im äußersten Nordosten des Walls-of-Jerusalem-Nationalparks. Von dort fließt er nach Nord-Nordwesten und mündet rund drei Kilometer östlich des Lake Parangana in den Fisher River.